# 天津市旅游局
天津市旅游局是中华人民共和国天津市人民政府主管全市旅游业的规划、管理和行业促进工作的直属机构。

## 机构设置
- 局办公室
- 政策法规处
- 规划处
- 大型活动处
- 市场促进处
- 教育培训处
- 质量规范与管理处
- 党组办公室
- 财务统计处[1]

## 下属单位
- 天津市旅游执法大队（天津市旅游质量规范监督管理所）
- 旅游培训中心
- 旅游信息中心 [2]